# Carsten Lichtlein
Carsten Lichtlein (ur. 4 listopada 1980 w Würzburgu) – niemiecki piłkarz ręczny. Obecnie jest zawodnikiem TBV Lemgo, gdzie gra na pozycji bramkarza. Zadebiutował w reprezentacji 27 listopada 2001 roku w meczu przeciwko Austrii. Dotychczas rozegrał w kadrze Niemiec ponad 100 spotkań, w których zdobył 1 bramkę.

## Sukcesy
- zdobywca Pucharu EHF z TBV Lemgo (2006, 2010)
- Mistrz Europy (2004)
- Wicemistrz Świata (2003)
- Mistrz Świata (2007)
- 4.miejsce na Mistrzostwach Europy rozgrywanych w 2008 roku w Norwegii
- 5.miejsce na Mistrzostwach Świata rozgrywanych w 2009 roku w Chorwacji